# 鄧甘滿
鄧甘滿，SBS，PDSM，PMSM（1956年2月13日—），前香港警務處副處長（行動），擁有理學士及法學士學位。

## 簡歷
鄧甘滿早年就讀大欖涌公立學校（1968年第7屆小六）和荃灣聖芳濟中學（1968年入讀中一）。於1979年12月加入皇家香港警务处，任职见习督察。加入初期，主要擔任刑事調查事務，先後駐守於毒品調查科及有組織罪案及三合會調查科。於1998年，鄧甘滿獲晉升為總警司，出任刑事情報科的主管至2001年。
於2004年，鄧甘滿獲晉升為警務處助理處長，兩年後被調任為人事處處長。此外，於該職級期間，曾經出任香港島總區指揮官崗位。於2009年9月，鄧甘滿獲擢升為警務處高級助理處長，為監管處處長。於2010年3月，鄧甘滿接任為刑事及保安處處長。翌年1月11日，鄧甘滿獲委任為警務處副處長（行動）。
2012年12月8日，警察公共關係科表示原定於2013年2月13日退休的鄧甘滿獲得延任半年至同年8月21日，以方便憲委級未來順利交接。同年8月12日，鄧甘滿展開其退休前休假。

## 荣誉
- 香港警察長期服務獎章（1997年）
- 香港警察荣誉奖章（1998年）
- 行政长官公共服务奖状（1999年、2006年）
- 香港警察卓越奖章（2009年）
- 银紫荆星章（2013年）

## 外部連結
- 鄧甘滿先生 Archive.today的存檔，存档日期2015-05-02

| 官衔          | 官衔                                              | 官衔          |
| ------------- | ------------------------------------------------- | ------------- |
| 前任： 曾偉雄 | 警務處副處長（行動） 2011年1月11日－2013年8月12日 | 繼任： 盧偉聰 |